# Navidad con Pandora
Navidad con Pandora es el décimo séptimo álbum de estudio y el vigésimo primero en total del trío musical mexicano Pandora.
El álbum se compone de temas navideños, cuatro de ellos adaptados al español por Fernanda Meade y Isabel Lascurain (Integrantes de Pandora). También se incluye una nueva versión del Ave María del álbum Confesiones ahora bajo la voz de Fernanda en lugar de Liliana Abaroa pero esta vez interpretado íntegramente a capela.
Este disco formó parte de los planes de las integrantes de Pandora desde hacía 20 años volviéndose al fin en realidad tras ser confirmado en redes sociales, marcando una nueva etapa en Pandora ahora con su nuevo mánager Ari Borovoy. Además el disco contó con dos preventas antes de lanzarse el disco completo.
Contiene un CD + un DVD con trece videoclips de los temas lanzado oficialmente el 11 de noviembre de 2016.
El 27 de noviembre de 2016, a modo de comenzar la promoción del disco se suben a iTunes los dos primeros sencillos del disco, con sus respectivos videos, "Noche de Paz" y Llegó la Navidad (Winter Wonderland)" los cuales fueron un éxito total en descargas llegando en tan solo 45 min al primer lugar las listas de iTunes en México, EE.UU, Chile y Perú.

## Antecedentes
Comenzaron la preproducción del disco en el mes de abril de 2016, empezando con la selección de temas y escogiendo cuales se adaptarían de inglés a español, los mismos que dos de las integrantes del grupo (Isabel y Fernanda) adaptaron. Ya en el mes de mayo comienzan con la grabación. 
Mientras que el grupo se encontraba promocionando Pandora 30 las integrantes mencionaron que empezarían la producción de su disco navideño.
Este proyecto se encontraba en planes desde hace 15 años pero nunca se volvió realidad, hasta que en septiembre, el grupo confirmó su cambio de representante y el estreno de su próximo disco.
Otra dato curioso es que es el único disco en que las tres integrantes no cantan ninguna canción de solista sino que en todas se reparten una estrofa.

## Realización y promoción
El disco fue grabado a mediados del 2016 nuevamente bajo la dirección de Armando Ávila y Bobo Producciones. Se grabaron 14 temas y 13 videoclips.
Como modo de preventa los temas "Noche de paz" y "Llegó la Navidad" fueron publicados en ITunes. Tres temas más serán lanzados a principios de noviembre y el disco completo estará a la venta en formato físico y digital a partir del 11 del mismo mes.
El 4 de noviembre los temas "Campana sobre Campana", "Ven a Cantar" y "Noel" (The first Noel) fueron lanzados en ITunes con gran popularidad.
Los primeros temas promocionales del disco fueron: El Niño del tambor, Llegó la Navidad, Noel y Los peces en el río presentados en el programa Netas Divinas.

## Recepción
Hasta el momento los dos sencillos lanzados en preventa han obtenido un gran recibimiento por parte del público, agregando que sus respectivos videos ocuparon los lugares 1 y 2 en la lista de ITunes.
El álbum debutó en la posición no. 1 de la lista de ITunes clasificado con 5 estrellas.
El 7 de enero de 2017 el álbum ingresa a la lista de los Latin Pop Albums de la revista Billboard quedando en el puesto N°17 por dos semanas.
En enero de 2017 el disco fue certificado con disco de oro por la venta de más de +40,000 copias obtenidas en un solo mes.

## Videos
- Todas las canciones tienen su propio video promocional (excepto el Ave María), los que vistos en orden forman una historia. Estos fueron grabados durante dos días en los Estudios Churubusco de la Ciudad de México.

## Lista de canciones
| N.º | Título                                               | Duración |  |
| 1.  | «Noche de paz»                                       | 3:41     |  |
| 2.  | «Que se alegren corazones (Deck the halls)»          | 2:09     |  |
| 3.  | «Llegó la Navidad (Winter Wonderland)»               | 2:32     |  |
| 4.  | «Los peces en el río»                                | 2:45     |  |
| 5.  | «Blanca Navidad»                                     | 3:17     |  |
| 6.  | «Noel (The first Noel)»                              | 2:43     |  |
| 7.  | «Adeste Fidelis»                                     | 3:06     |  |
| 8.  | «Campana sobre campana»                              | 3:02     |  |
| 9.  | «El rey nació (Joy to the world)»                    | 2:28     |  |
| 10. | «Ángeles en el cielo (Angels we have heard on high)» | 3:21     |  |
| 11. | «Esta Navidad»                                       | 3:20     |  |
| 12. | «El niño del tambor»                                 | 3:28     |  |
| 13. | «Ven a cantar»                                       | 3:32     |  |
| 14. | «Ave María (A cappella)»                             | 3:36     |  |